# فهد الصقری
فهد الصقری (انگلیسی: Fahad Al-Saqri؛ زادهٔ ۱۱ اکتبر ۱۹۸۹) یک ورزشکار اهل عربستان سعودی است.
از باشگاه‌هایی که در آن بازی کرده‌است می‌توان به باشگاه فوتبال الفیصلی عربستان سعودی اشاره کرد.